# 長鎖龍類
長鎖龍類（Leptocleidia）是蛇頸龍亞目的一個演化支，最初在2007年被命名為Leptocleidoidea亞科，事後在2010年被重新命名為Leptocleidia，以避免分類位階上的衝突。目前範圍包含長鎖龍、雙臼椎龍的最近共同祖先，與其最近共同祖先的所有後代。